# رویداد ذهنی
رویداد ذهنی به رویدادی گفته می‌شود که در ذهن یک فرد خودآگاه اتفاق می‌افتد. مثال‌های از آن عبارت اند از: افکار، احساسات، تصمیمات، رؤیاها و ادراکات می‌باشد.
برخی بر این باورند که رویدادهای ذهنی تنها به فکر انسان محدود نمی‌شود، بلکه در حیوانات و هوش مصنوعی نیز وجود دارد. اینکه آیا رویدادهای ذهنی همان رویدادهای پیچیدهٔ فیزیکی هستند یا این که حتی آیا اصلاً چنین هویتی معنادار است یا خیر، بحثی محوری در مسئله ذهن و جسم است.

## ارتباط با مشکل ذهن و جسم
برخی بیان می‌دارند که حالات ذهنی و فیزیکی دقیقاً ویژگی‌های یکسانی هستند که باعث وقوع رویداد(ها) می‌گردند. این دیدگاه به نام یگانه‌انگاری مادی یاد می‌شود. دیدگاه مخالف آن یعنی دوگانه‌انگاری مادی، مدعی است که ویژگی ذهنی و فیزیکی اساساً از هم‌متفاوت هستند و می‌توانند مستقل از یکدیگر وجود داشته باشند. رهیافت سومی هم وجود دارد که عبارت از یگانه‌انگاری متناقض دونالد دیویدسن است. فلسفه کنش می‌گوید که هر عمل معلول افکار یا احساسات قبلی است و درک آن رویدادهای ذهنی هم به نوبهٔ خود می‌تواند رفتار را تشریح نماید.
فیزیکالیزم، نوعی از یگانه‌انگاری مادی است که می‌گوید: هر آنچه وجود دارد یا فیزیکی است یا متکی به چیزی است که آن نیز فیزیکی می‌باشد. فیلسوفان از موجودیت رویدادهای ذهنی به عنوان استدلال در مقابل فیزیکالیزم استفاده نموده‌اند. به عنوان مثال، توماس ناگل در مقاله ۱۹۷۴ میلادی خود تحت نام «خفاش بودن چگونه است؟» ، استدلال می‌نماید که نظریات ذهن فیزیکالیستی نمی‌تواند تجارب ذهنی یک ارگانیزم را تشریح کند، چون آنها نمی‌توانند رویکردهای ذهنی موجودات را بررسی کنند.

## مثال‌ها
- مِری در حال گذشتن از یک پارک است و تالار شهر را می‌بیند و می‌شناسد. این حالت دیدن و شناختن تالار شهر، نمونه‌ای از ادراک است که در ذهن مِری اتفاق می‌افتد، لذا این حالت ادراک یک رویداد ذهنی است. این یک رویداد است، چرا که اتفاق می‌افتد و همچنین ذهنی است چون در ذهن مِری اتفاق می‌افتد.
- مِری بعد از این که امتحانش را به خوبی سپری می‌کند، خوشحال بوده و تبسم می‌کند. این فکر، رویدادی ذهنی است و تبسم رویداد فیزیکی.
- نهنگِ قاتل احساس گرسنگی را تشخیص داد. او یک ماهی را می‌خورد. تشخیص احساس گرسنگی یک رویداد ذهنی است. خوردن ماهی یک رویداد فیزیکی است.